# Cecile (アルバム)
『Cécile』（セシル）は、1982年6月21日にリリースされた岩崎良美の5枚目のオリジナル・アルバム。発売元はキャニオンレコード。

## 概要
帯コピー：ヨーロッパの香りをあなたに!!
シングル「愛してモナムール」のニュー・バージョン、「どきどき旅行」を収録。「Vacance」は本作より1か月後に「マルガリータ ガール」とのカップリングでシングルカットされた。
パンタ、加藤和彦、大貫妙子らが楽曲を提供しており、コーラスにはEPOが参加している。
本作はキャニオンレコード初のCD作品である。CDの規格品番はD35A-0001で、LPより数か月遅れて発売された。
LPにはデジタル・マスタリングを採用し、特典ポスターが添付された。'82 キャニオン・女性ヴォーカリストキャンペーン対象商品であった。
2004年1月にリリースされた『80-84 ぼくらのベスト 岩崎良美 CD-BOX』（2021年3月に再発売）及び2010年2月にリリースされた『岩崎良美 debut 30th Anniversary CD-BOX』ではDISC-5に収録された。

## 収録曲

### LP／CT
| 全編曲: 清水信之（#5のみ、編曲: 大村雅朗）。 |                                    |            |           |       |
| #                                            | タイトル                           | 作詞       | 作曲      | 時間  |
| 1.                                           | 「Vacance」                        | 青木茗     | パンタ    | 3:59  |
| 2.                                           | 「愛してモナムール <New Version>」 | 安井かずみ | 加藤和彦  | 3:22  |
| 3.                                           | 「カメリアの花咲く丘で」           | 安井かずみ | 加藤和彦  | 3:36  |
| 4.                                           | 「想い出Rainbow」                  | なかにし礼 | パンタ    | 4:58  |
| 5.                                           | 「そしてフィナーレ」               | 竜真知子   | 藤崎良    | 4:17  |
| 合計時間:                                    | 合計時間:                          | 合計時間:  | 合計時間: | 20:12 |

| 全編曲: 清水信之。 |                              |            |           |       |
| #                  | タイトル                     | 作詞       | 作曲      | 時間  |
| 1.                 | 「どきどき旅行」             | 安井かずみ | 加藤和彦  | 3:30  |
| 2.                 | 「初めてのミント・カクテル」 | 安井かずみ | 加藤和彦  | 3:43  |
| 3.                 | 「雨の停車場」               | 大貫妙子   | 大貫妙子  | 2:56  |
| 4.                 | 「私の恋は印象派」           | 安井かずみ | 加藤和彦  | 3:35  |
| 5.                 | 「Telefonade」               | 岩室先子   | 清水信之  | 5:42  |
| 合計時間:          | 合計時間:                    | 合計時間:  | 合計時間: | 19:26 |

### CD／CD-BOX DISC-5
| 全編曲: 清水信之（#5のみ、編曲: 大村雅朗）。 |                                    |            |           |       |
| #                                            | タイトル                           | 作詞       | 作曲      | 時間  |
| 1.                                           | 「Vacance」                        | 青木茗     | パンタ    | 3:59  |
| 2.                                           | 「愛してモナムール <New Version>」 | 安井かずみ | 加藤和彦  | 3:22  |
| 3.                                           | 「カメリアの花咲く丘で」           | 安井かずみ | 加藤和彦  | 3:36  |
| 4.                                           | 「想い出Rainbow」                  | なかにし礼 | パンタ    | 4:58  |
| 5.                                           | 「そしてフィナーレ」               | 竜真知子   | 藤崎良    | 4:17  |
| 6.                                           | 「どきどき旅行」                   | 安井かずみ | 加藤和彦  | 3:30  |
| 7.                                           | 「初めてのミント・カクテル」       | 安井かずみ | 加藤和彦  | 3:43  |
| 8.                                           | 「雨の停車場」                     | 大貫妙子   | 大貫妙子  | 2:56  |
| 9.                                           | 「私の恋は印象派」                 | 安井かずみ | 加藤和彦  | 3:35  |
| 10.                                          | 「Telefonade」                     | 岩室先子   | 清水信之  | 5:42  |
| 合計時間:                                    | 合計時間:                          | 合計時間:  | 合計時間: | 39:38 |

## 参加ミュージシャン
(LPのライナーノートより)
- キーボード - 清水信之
- ドラム - 島村英二
- エレキギター - 大村憲司、青山透、加藤和彦
- ベース - 高水健司、清水信之、富倉安生
- コーラス - 伊集加代子、梅垣達志、梅垣ミト、EPO、ジャッキー

## 関連作品
- 80-87 ぼくらのベスト 岩崎良美 CD-BOX –  「そしてフィナーレ」「雨の停車場」「Telefonade」収録 - ポニーキャニオンショッピングクラブ
- 80-84 ぼくらのベスト 岩崎良美 CD-BOX –  DISC 5「Cecile」 - ポニーキャニオンショッピングクラブ
- 岩崎良美 debut 30th Anniversary CD-BOX  DISC 5「Cecile」- HQCD・紙ジャケット仕様で復刻

## 参考資料
- オリコン『ALBUM CHART-BOOK COMPLETE EDITION 1970-2005』オリコン・マーケティング・プロモーション、2006年4月。ISBN 9784871310772。
- 岩崎良美『Cécile』（ライナーノーツ）キャニオン・レコード、1982年6月21日。C28A0220。